# 구모가하타촌
구모가하타촌(일본어: 雲ケ畑村)은 일본 교토부 오타기군에 설치되었던 촌이다.